# 昭明町
昭明町（しょうめいちょう）は愛知県名古屋市中川区にある町名。現行行政地名は昭明町1丁目から昭明町5丁目。住居表示未実施。

## 地理
名古屋市中川区の南東部に位置し、東に松年町、西に明徳町、北に昭和橋通、南に港区丸池町と接する。

## 世帯数と人口
2019年（平成31年）1月1日現在の世帯数と人口は以下の通りである。
| 町丁   | 世帯数  | 人口  |
| ------ | ------- | ----- |
| 昭明町 | 432世帯 | 986人 |

## 学区
市立小・中学校に通う場合、学校等は以下の通りとなる。また、公立高等学校に通う場合の学区は以下の通りとなる。
| 番・番地等 | 小学校                 | 中学校                 | 高等学校 |
| ---------- | ---------------------- | ---------------------- | -------- |
| 全域       | 名古屋市立昭和橋小学校 | 名古屋市立昭和橋中学校 | 尾張学区 |

## 施設
- ヤマダ電機 家電住まいる館YAMADA名古屋本店
- 名阪近鉄バス 名古屋営業所
- 昭明公園

## その他

### 日本郵便
- 郵便番号 : 454-0855[2]（集配局：中川郵便局[7]）。